# Nevada (Ohio)
Nevada és una població dels Estats Units a l'estat d'Ohio. Segons el cens del 2000 tenia 814 habitants.

## Demografia
Segons el cens del 2000, Nevada tenia 814 habitants, 313 habitatges, i 215 famílies. La densitat de població era de 305,1 habitants per km².
Dels 313 habitatges en un 33,5% hi vivien nens de menys de 18 anys, en un 56,5% hi vivien parelles casades, en un 8,6% dones solteres, i en un 31% no eren unitats familiars. En el 24,9% dels habitatges hi vivien persones soles el 13,1% de les quals corresponia a persones de 65 anys o més que vivien soles. El nombre mitjà de persones vivint en cada habitatge era de 2,6 i el nombre mitjà de persones que vivien en cada família era de 3,13.
Per edats la població es repartia de la següent manera: un 27,4% tenia menys de 18 anys, un 8,2% entre 18 i 24, un 30,1% entre 25 i 44, un 21,4% de 45 a 60 i un 12,9% 65 anys o més.
L'edat mediana era de 34 anys. Per cada 100 dones de 18 o més anys hi havia 91,9 homes.
La renda mediana per habitatge era de 34.706 $ i la renda mediana per família de 41.250 $. Els homes tenien una renda mediana de 32.159 $ mentre que les dones 21.181 $. La renda per capita de la població era de 15.395 $. Aproximadament el 2,7% de les famílies i el 4,9% de la població estaven per davall del llindar de pobresa.

## Poblacions més properes
El següent diagrama mostra les poblacions més properes.